# デイヴィッド・ミリバンド
デイヴィッド・ライト・ミリバンド（英: David Wright Miliband、1965年7月15日 - ) は、イギリスの元政治家。現在、国際救済委員会委員長。庶民院議員を3期務めた。所属政党は労働党、タインアンドウィア州サウスシールズ選挙区選出。2007年6月のブラウン政権誕生にともない、英史上2番目に若い外務大臣に就任した。元労働党党首で、経済学者、庶民院議員のエド・ミリバンドは弟である。

## 来歴

### 生い立ち
イギリス・ロンドンに生まれる。父はベルギー出身の政治学者であるラルフ・ミリバンド、母はホロコースト避難民であるポーランド系ユダヤ人のマリオン・コザック。兄弟が同時に内閣に入ったのは、1938年にダービー伯爵家出身のエドワード・スタンリーとその弟オリヴァーが入閣して以来のことである。ミリバンドの父方の祖父母も、祖父サムエル・ミリバンドがポーランド・ソビエト戦争で赤軍に入隊するまで、ワルシャワのユダヤ人街で生活していた。
ロンドンとリーズで学んだのち、オックスフォード大学のコーパス・クリスティ・カレッジへ入学し、哲学、政治学、経済学で優秀な成績を収めた。そして奨学生に選ばれ、1990年にマサチューセッツ工科大学で政治学修士号を取得した。

### 政界へ
幼い頃はバスの車掌になるのが夢だったミリバンドであったが、最初に勤めたのは任意団体の全国協議会であった。1989年から1994年には公共政策研究所で研究員になって政策分析を、1992年から94年は社会正義を対象にした委員会の書記を務めた。1994年からは労働党党首になったトニー・ブレアの政策担当員になり、1997年イギリス総選挙での労働党のマニフェストの策定に大きく貢献した。
その選挙で労働党が勝利すると、ブレアはミリバンドを首相の政策諮問機関の長に任命し、2001年の総選挙までその任務にあたった。その頃アリスター・キャンベルにより、『サンダーバード』のキャラクターにちなんでブレインズというニックネームが付けられている。

### 若きホープ
2001年にサウスシールズ選挙区から出馬して当選し、庶民院議員となる。2006年には環境・食料・農村大臣として第3次ブレア内閣に入閣を果たす。ブラウン内閣では、外務英連邦大臣に就任した。
党内では忠実なブレア派であり、ゴードン・ブラウンやブラウン派にとって、その存在は大きな脅威であった。ブレア後継を巡る党首選挙で両派の対立が激化すると、ミリバンドやアンディ・バーナムらは、党の分裂を避けるために無投票でのブラウンの党首・首相就任でまとめようとする、「ブラウンのためのブレア派」として党内融和に努めた。ブラウン内閣の外相就任に当たっては、党首選挙に出馬しなかった論功行賞ではないかという憶測もある。
ブラウン政権の支持率の低さも作用し、再びブレア派・ブラウン派の対立が激化する中、ブレア派においてミリバンドはその旗頭とされ、ポスト・ブラウンへの待望論が一層強まった。
2009年1月15日、インド・ムンバイでのスピーチや『ガーディアン』紙への寄稿で、アメリカの「テロとの戦い（war on terror）」という概念は誤りであったと明言。異なる背景をもつ勢力をひとまとめにし、軍事力で抑え込もうとする方法の限界を指摘して、テロへの対処としてより多角的なアプローチを取ることの有効性を説いた。
2010年5月の総選挙で労働党は敗北して下野。その後行われた党首選挙に本命候補として満を持して出馬した。党首選では、第1ラウンドから第3ラウンドまで一貫して首位をキープしていたものの、決選投票で弟のエドに僅差で逆転され、落選した。党首選落選後、次の総選挙に出馬せず政界から引退すると表明した。

### 政界引退後
2013年9月より国際救済委員会の委員長を務めている。